# Cibugel (Cibugel)
Cibugel is een bestuurslaag in het regentschap Sumedang van de provincie West-Java, Indonesië. Cibugel telt 3121 inwoners (volkstelling 2010).